# Michael Freiherr von Godin
Michael Freiherr von Godin (München, 8 oktober 1896 - 1982) was een Duits politiefunctionaris.
Michael Freiherr von Godin was de zoon van een majoor. Hij vocht mee in de Eerste Wereldoorlog.
In 1920 ging hij bij de Beierse politie. Hij voerde het bevel over de politie die op 9 november 1923 bij de Bierkellerputsch de mars van de nationaalsocialisten naar de Feldherrnhalle met schoten uiteendreef en zo de putsch deed mislukken. Hij liet de nazi Ernst Pöhner gevangennemen.
Godin, die over de grens in Tirol woonde, was op een zondag einde mei 1933 in zijn auto naar zijn schoonouders te Steingaden gereden. Op de terugweg naar Tirol werd hij gearresteerd aan de grens. Hij werd naar concentratiekamp Dachau gevoerd en in januari 1934 vrijgelaten.
In 1938, na de Anschluss ging hij in ballingschap naar Luzern in Zwitserland. Hij werkte er samen met Allen Welsh Dulles van de Amerikaanse geheime dienst. In 1939 namen de nazi's hem zijn staatsburgerschap af.
Op 6 juni 1945 kwam Michael Freiherr von Godin samen met Wilhelm Hoegner in een Amerikaanse jeep uit Zwitserland terug naar München. Op 29 juni 1945 werd beslist tot een reorganisatie van de Beierse politie. Godin werd levenslang voorzitter van de Beierse politie. Op 24 april 1946 was hij klaar met de reorganisatie. Tot 1959 stond hij aan het hoofd van de Beierse politie.